# German Tennis Championships 2012
Il German Tennis Championships 2012 è stato un torneo di tennis giocato sulla terra rossa. È stata la 106ª edizione dell'evento che dal 2009 ha preso il nome di International German Open, e che faceva parte della categoria ATP World Tour 500 series nell'ambito dell'ATP World Tour 2012. Si è giocato all'Am Rothenbaum di Amburgo in Germania dal 14 al 22 luglio 2012.

## Partecipanti

### Teste di serie
| Nazionalità | Giocatore             | Ranking* | Testa di serie |
| ----------- | --------------------- | -------- | -------------- |
| Spagna      | Nicolás Almagro       | 10       | 1              |
| Francia     | Gilles Simon          | 12       | 2              |
| Argentina   | Juan Mónaco           | 14       | 3              |
| Croazia     | Marin Čilić           | 15       | 4              |
| Spagna      | Fernando Verdasco     | 16       | 5              |
| Germania    | Philipp Kohlschreiber | 21       | 6              |
| Germania    | Florian Mayer         | 22       | 7              |
| Serbia      | Viktor Troicki        | 31       | 8              |

* Ranking al 9 luglio 2012.

### Altri partecipanti
Giocatori che hanno ricevuto una Wild card:
- Matthias Bachinger
- Tommy Haas
- Julian Reister

Giocatori passati dalle qualificazioni:

- Federico Delbonis
- Marsel İlhan
- Daniel Muñoz de la Nava
- Horacio Zeballos

## Campioni

### Singolare
Juan Mónaco ha sconfitto in finale  Tommy Haas per 7–5, 6–4.
- È il sesto titolo in carriera per Monaco, il terzo del 2012.

### Doppio
David Marrero /  Fernando Verdasco hanno sconfitto in finale  Rogério Dutra da Silva /  Daniel Muñoz de la Nava per 6–4, 6–3.